# Classement mondial UCI 2016
Navigation
Édition suivante
Le Classement mondial UCI 2016 est la première édition du Classement mondial UCI. Ce classement est utilisé par l'Union cycliste internationale depuis le 10 janvier 2016, pour classer les coureurs cyclistes sur route masculins. Il tient compte des résultats des 52 dernières semaines selon un barème précis. Un classement par pays est également créé.

## Règlement
L'UCI annonce le 24 décembre 2015, le lancement du nouveau classement mondial UCI en parallèle au classement World Tour. Ce classement ne se limite pas au statut des équipes et des coureurs et prend en compte l'ensemble du calendrier international, comme cela était le cas de 1984 à 2004.
Ce nouveau système comprend 2 classements : un classement individuel, qui est l'addition des points obtenues sur toutes les épreuves du calendrier, y compris le calendrier espoirs, et un classement par nations.
Désormais, le classement par nations se calcule en additionnant les points obtenu au classement UCI Mondial par les 8 meilleurs coureurs de chaque nation. Un classement par nations est spécifique aux coureurs de moins de 23 ans, bien qu'ils figurent également dans le classement par nations. En cas d'égalité de points, le critère de départage est le nombre de 1res, 2es, puis 3es, etc. places obtenu par les coureurs pris en compte pour chaque nation. En revanche, les classements par équipes restent spécifiques à l'UCI World Tour et aux circuits continentaux.

## Résultats détaillés
Ci-dessous la liste des compétitions qui permettent de rapporter des points au classement mondial :
- Jeux olympiques 2016 (4 épreuves)
- Championnats du monde 2016 (4 épreuves)
- UCI World Tour 2016 (27 épreuves)
- UCI Europe Tour 2016 (+400 épreuves)
- UCI America Tour 2016 (24 épreuves)
- UCI Asia Tour 2016 (28 épreuves)
- UCI Africa Tour 2016 (29 épreuves)
- UCI Oceania Tour 2016 (8 épreuves)
- UCI Coupe des Nations U23 2016 (9 épreuves)
- Championnats d'Afrique 2016 (3 épreuves)
- Championnats d'Asie 2016 (4 épreuves)
- Championnats d'Europe 2016 (2 épreuves)
- Championnats d'Océanie 2016 (4 épreuves)
- Championnats panaméricains 2016 (4 épreuves)
- Championnats nationaux 2016

## Leaders successifs des classements
Les classements sont mis à jour chaque lundi à 17 h HEC et comprennent les résultats enregistrés jusqu'à 9 h HEC le jour de la mise à jour. Si un lundi est un jour férié statutaire en Suisse, alors la publication aura lieu le jour ouvrable suivant. À noter que le classement ne prend en compte qu'un championnat du monde et continental. Si un de ces championnats est organisé avant ou après les 52 semaines suivant la précédente édition, seule l'édition la plus récente est prise en compte. Dans le cas où un championnat n'est pas organisé durant une saison, alors les points sont valables 52 semaines.
Le classement comprend les performances des 12 mois précédents à partir du 1er janvier 2016 (il n'est pas rétroactif) et il ne sera donc pas totalement pertinent jusqu'à ce qu'une année civile complète soit disputée. Il ne remplace pas le classement UCI World Tour existant, qui continue à être mis à jour après chaque course.

### Évolution
Le Néo-Zélandais Jason Christie devient en janvier 2016 le premier leader du classement, grâce à son premier titre de champion de Nouvelle-Zélande sur route et sa quatrième place sur son championnat national du contre-la-montre. Au classement par pays, la Nouvelle-Zélande devance l'Australie. Les deux pays profitent de la tenue de leurs championnats nationaux respectifs pour dominer le classement. L'Australien Simon Gerrans prend la tête fin janvier, grâce à ses victoires (général et deux étapes) sur le Tour Down Under, la première épreuve de l'UCI World Tour. L'Australie, qui a placé trois coureurs sur le podium de la course, s'échappe au classement par pays. L'Italie récupère provisoirement (durant une semaine) la tête du classement par nations le 6 mars, juste avant le début de Paris-Nice, la première course World Tour en Europe. Après Paris-Nice, l'Australie est à nouveau en tête du classement par nations, tandis que l'Australien Richie Porte prend la tête du classement individuel, grâce à son podium sur la « Course au soleil ». Le 20 mars, le Belge Greg Van Avermaet auteur d'un très bon début de saison prend la tête du classement mondial après sa victoire sur Tirreno-Adriatico et sa cinquième place sur Milan-San Remo. Il devient le premier européen à accéder à la première place et compte alors plus de 400 points d'avance sur le champion du monde Peter Sagan. La semaine suivante, c'est au tour de Sagan de prendre la tête, à la suite de sa première victoire de la saison sur Gand-Wevelgem. La Belgique prend la tête du classement par nations. Sagan remporte la semaine suivante le Tour des Flandres et accroît son avance sur son nouveau dauphin Fabian Cancellara. La France prend la tête du classement par équipes le 1er mai, notamment grâce aux performances de Thibaut Pinot. Au classement individuel, Nairo Quintana, vainqueur du Tour de Romandie, est le nouveau dauphin de Sagan.
Après le Tour d'Italie, le premier grand tour de la saison qui attribue un grand nombre de points, Peter Sagan et la France conservent leur première place. Alejandro Valverde et Vincenzo Nibali, respectivement troisième et premier du Tour d'Italie, occupent désormais les deuxième et troisième places du classement mondial, mais toujours assez loin du champion du monde. L'Italie et l'Espagne se rapprochent de la France au classement par nations et sont placés à moins de 700 points. À la fin juillet, les leaders des deux classements restent inchangés. Christopher Froome, vainqueur du Critérium du Dauphiné et du Tour de France est le nouveau dauphin de Sagan, avec plus de 600 points de retard. Valverde complète le podium. Au classement par nations, la France possède près de 1000 points d'avance sur l'Espagne et 2000 points sur la Grande-Bretagne.
Le 11 septembre, à l'issue du Tour d'Espagne et des classiques canadiennes, Peter Sagan résiste au retour des coureurs par étapes Christopher Froome et Nairo Quintana, respectivement deuxième et vainqueur de la Vuelta. Il compte plus de 300 points d'avance sur ces deux coureurs à l'entame de la dernière partie de saison. Par pays, la Belgique remonte à la deuxième place et se rapproche de la France à 484 points. L'Espagne descend à la troisième place, mais reste en embuscade à 578,5 points du leader.
Mi-octobre, Peter Sagan conserve son titre mondial et accroît son avance sur ses poursuivants, alors que la France conserve la tête du classement par nations devant la Belgique. L'UCI considère les classements finaux pour l'année 2016 en date du 23 octobre 2016, titrant de ce fait Peter Sagan et la France. Les classements publiés par la suite, le sont pour l'édition 2017 du classement mondial.
| # | Coureur           | Début      | Fin        | Semaine(s) |
| - | ----------------- | ---------- | ---------- | ---------- |
| 1 | Jason Christie    | 10/01/2016 | 23/01/2016 | 2          |
| 2 | Simon Gerrans     | 24/01/2016 | 12/03/2016 | 7          |
| 3 | Richie Porte      | 13/03/2016 | 20/03/2016 | 1          |
| 4 | Greg Van Avermaet | 21/03/2016 | 26/03/2016 | 1          |
| 5 | Peter Sagan       | 27/03/2016 | 23/10/2016 | 31         |

| # | Pays             | Début      | Fin        | Semaine(s) |
| - | ---------------- | ---------- | ---------- | ---------- |
| 1 | Nouvelle-Zélande | 10/01/2016 | 23/01/2016 | 2          |
| 2 | Australie        | 24/01/2016 | 05/03/2016 | 6          |
| 3 | Italie           | 06/03/2016 | 12/03/2016 | 1          |
| 4 | Australie        | 13/03/2016 | 26/03/2016 | 2          |
| 5 | Belgique         | 27/03/2016 | 30/04/2016 | 5          |
| 6 | France           | 01/05/2016 | 23/10/2016 | 26         |

## Classements 2016
L'UCI considère que les classements finaux pour l'année 2016 sont calculés en date du 23 octobre 2016.
| Classement UCI (individuel) 2016 | Classement UCI (individuel) 2016 | Classement UCI (individuel) 2016 | Classement UCI (individuel) 2016 | Classement UCI (individuel) 2016 | Classement UCI (individuel) 2016 | Classement UCI (individuel) 2016 |
| #                                | Coureur                          | Pays                             | Équipe                           | Points                           | Précédent                        | Évolution                        |
| -------------------------------- | -------------------------------- | -------------------------------- | -------------------------------- | -------------------------------- | -------------------------------- | -------------------------------- |
| 1                                | Peter Sagan                      | Slovaquie                        | Tinkoff                          | 5359                             | 1                                | en stagnation                    |
| 2                                | Christopher Froome               | Grande-Bretagne                  | Sky                              | 3771                             | 2                                | en stagnation                    |
| 3                                | Greg Van Avermaet                | Belgique                         | BMC Racing                       | 3711,25                          | 3                                | en stagnation                    |
| 4                                | Nairo Quintana                   | Colombie                         | Movistar                         | 3568,25                          | 4                                | en stagnation                    |
| 5                                | Alejandro Valverde               | Espagne                          | Movistar                         | 2916                             | 5                                | en stagnation                    |
| 6                                | Romain Bardet                    | France                           | AG2R La Mondiale                 | 2552                             | 6                                | en stagnation                    |
| 7                                | Alexander Kristoff               | Norvège                          | Katusha                          | 2426                             | 7                                | en stagnation                    |
| 8                                | Alberto Contador                 | Espagne                          | Tinkoff                          | 2419                             | 8                                | en stagnation                    |
| 9                                | Diego Ulissi                     | Italie                           | Lampre-Merida                    | 2415                             | 9                                | en stagnation                    |
| 10                               | Esteban Chaves                   | Colombie                         | Orica-BikeExchange               | 2169                             | 10                               | en stagnation                    |

| Classement UCI (par pays) 2016 | Classement UCI (par pays) 2016 | Classement UCI (par pays) 2016 | Classement UCI (par pays) 2016 | Classement UCI (par pays) 2016 |
| #                              | Pays                           | Points                         | Précédent                      | Évolution                      |
| ------------------------------ | ------------------------------ | ------------------------------ | ------------------------------ | ------------------------------ |
| 1                              | France                         | 13007                          | 1                              | en stagnation                  |
| 2                              | Belgique                       | 12483,25                       | 2                              | en stagnation                  |
| 3                              | Italie                         | 11922                          | 4                              | +1                             |
| 4                              | Colombie                       | 11875,5                        | 3                              | -1                             |
| 5                              | Espagne                        | 11330,25                       | 5                              | en stagnation                  |
| 6                              | Grande-Bretagne                | 10309                          | 6                              | en stagnation                  |
| 7                              | Pays-Bas                       | 8455                           | 7                              | en stagnation                  |
| 8                              | Australie                      | 7719,25                        | 8                              | en stagnation                  |
| 9                              | Slovaquie                      | 5990,5                         | 9                              | en stagnation                  |
| 10                             | Norvège                        | 5779                           | 10                             | en stagnation                  |